# تپه خوشینان علیا
تپه خوشینان علیا مربوط به دوران پیش از تاریخ ایران باستان - دوره اشکانیان - دوره ساسانیان است و در شهرستان کرمانشاه، بخش مرکزی، دهستان میان دربند، ۱۵۰ متری جنوب روستای خوشینان علیا واقع شده و این اثر در تاریخ ۷ خرداد ۱۳۸۷ با شمارهٔ ثبت ۲۲۸۲۵ به‌عنوان یکی از آثار ملی ایران به ثبت رسیده است.